# 독일 체펠린 선사
유한책임회사 독일 체펠린 선사(독일어: Deutsche Zeppelin-Reederei GmbH; DZR 도이체 체펠린레데라이 게엠베하[*])는 독일의 기업으로, 체펠린 비행선의 운항사였다. 비행선을 배로 취급하는 전통에 따라 항공사(Aero)가 아닌 선사(Reederei)를 칭한다.
전간기의 DZR은 프랑크푸르트암마인에 본사를 두고, LZ 129 힌덴부르크 등 거대 경식비행선들로 대서양 횡단비행 정기선을 운영했다. 1937년 힌덴부르크 참사 이후 DZR은 대서양 횡단노선을 중단했다. 그 뒤 LZ 130 그라프 체펠린 2호 등 새로운 비행선을 개통하며 재기를 노렸다. 하지만 제2차 세계대전이 발발하며 체펠린 비행선들은 1940년 나치 정권에게 물자로 징발당해 고철 처리된다.

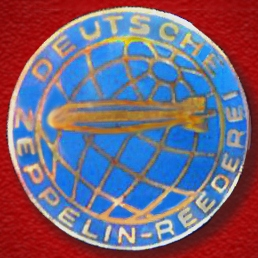
구 DZR 로고.

2001년 체펠린 비행조선의 자회사로 DZR이라는 이름의 회사가 다시 만들어졌다. 신 DZR은 프리드리히스하펜에 본사를 두고 체펠린 NT를 운영하며, 자신들이 구 DZR의 정통 후신이라고 주장한다.